# Arcidiocesi di Anazarbo

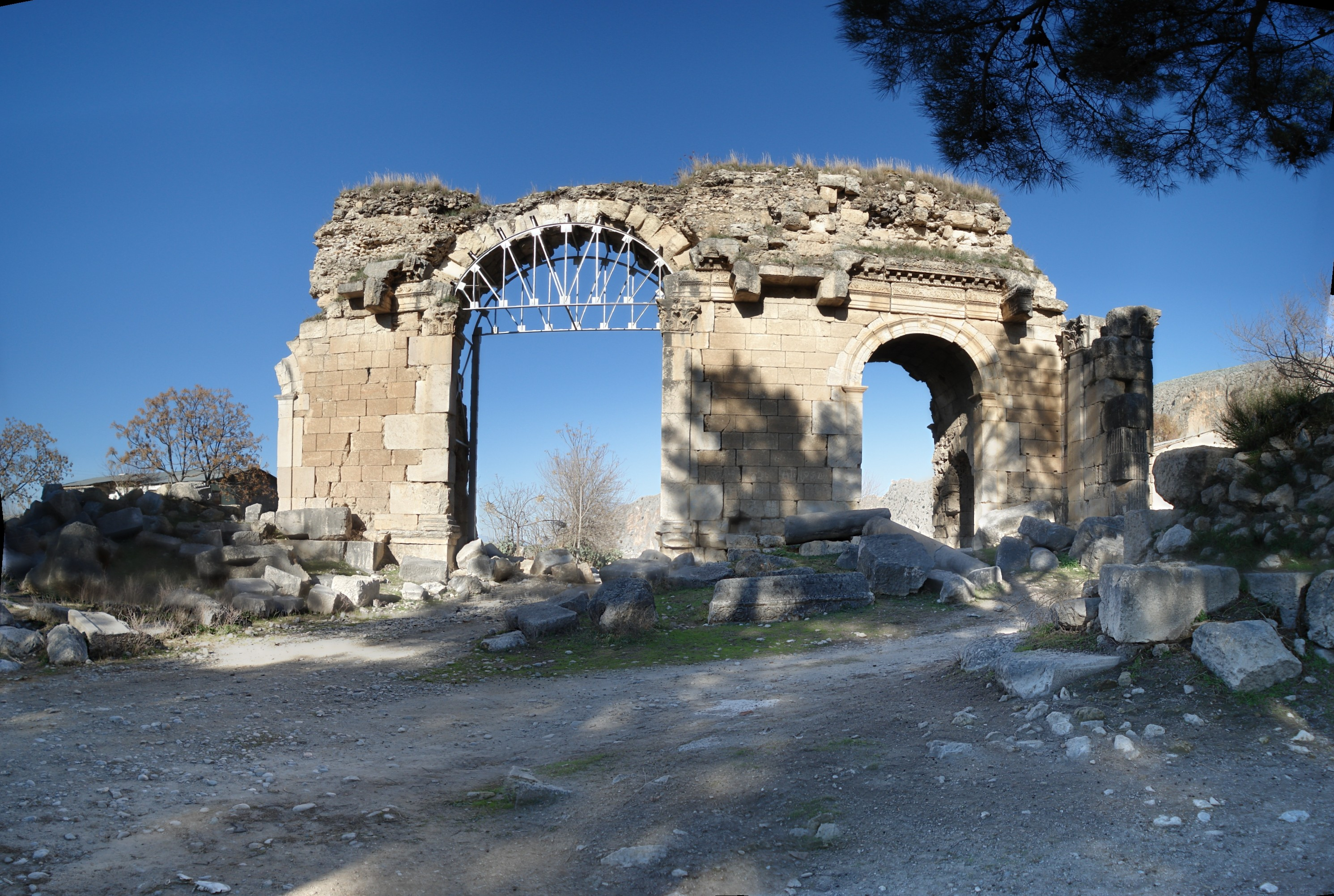
Rovine di Anazarbo.

L'arcidiocesi di Anazarbo (in latino Archidioecesis Anazarbensis) è una sede soppressa del patriarcato di Antiochia e una sede titolare della Chiesa cattolica.

## Storia
Anazarbo fu una sede metropolitana e capoluogo della provincia romana della Cilicia Seconda nella diocesi civile di Oriente e nel patriarcato di Antiochia.
I martirologi cristiani ricordano diversi martiri di Anazarbo. Il martirologio geronimiano menziona l'11 ottobre i martiri Tarachio, Probo e Andronico; il martirologio romano celebra invece i martiri Giuliano (il 16 marzo) e Marino (l'8 agosto).
Originariamente suffraganea dell'arcidiocesi di Tarso, fu eretta a sede metropolitana nel secondo concilio di Costantinopoli del 553. Nella Notitia antiochena, attribuita al patriarca Anastasio I nella seconda metà del VI secolo, Anazarbo occupa il 7º posto fra le metropolie del patriarcato di Antiochia, con 8 diocesi suffraganee: Epifania, Alessandretta (detta anche Cambisopoli), Irenopoli, Flavia, Roso, Mopsuestia, Castabala e Egea. Successivamente Mopsuestia fu elevata al rango di sede metropolitana autocefala, senza suffraganee.
Ad Anazarbo furono celebrati diversi sinodi provinciali, di cui si conoscono quelli del 431 e del 433 che ebbero come argomenti la questione del monofisismo.
Anazarbo divenne un'importante sede della Chiesa ortodossa siriaca, i cui vescovi sono attestati dall'VIII al XII secolo nella Cronaca di Michele il Siro e in altre fonti storiche dell'epoca.
Dal XII secolo Anazarbo fu una sede vescovile della Chiesa apostolica armena; un suo vescovo, di cui non si conosce il nome, assistette al concilio nazionale indetto dal catholicos Gregorio nel 1179.
Dal XIV secolo Anazarbo è annoverata tra le sedi arcivescovili titolari della Chiesa cattolica; la sede è vacante dal 31 luglio 1964.

## Cronotassi

### Arcivescovi
- Maris † (II secolo)
  - Atanasio † (vescovo ariano)
- Massimiano † (prima del 431 - dopo il 433)
- Valerio † (menzionato nel 445)
- Stefano I † (menzionato nel 449)
- Ciro † (menzionato nel 451)
- Oreste † (menzionato nel 458)
  - Eterico (Entrechio) † (? - 518 deposto) (vescovo monofisita)
- Giovanni I † (menzionato nel 550)
- Eterio † (menzionato nel 553)
- Giovanni II † (VI secolo)[3]
- Stefano II † (menzionato nel 680)
- Isidoro † (menzionato nel 692)
- Giovanni III † (metà circa del X secolo)

### Arcivescovi titolari
- Enrico Albi, O.Praem. † (7 agosto 1345 - ? deceduto)
- Cuno di Krobsberg, O.P. † (15 giugno 1349 - ?)
- Enrico, O.Cist. † (1372 - 1375)
- Eiringo † (1431 - 1439)
- Giuseppe Maria Saporiti † (8 aprile 1726 - 20 febbraio 1746 succeduto arcivescovo di Genova)
- Isidro Alfonso Cavanillas † (9 aprile 1753 - 12 maggio 1755 succeduto vescovo di Zamora)
- Gerolamo Formagliari † (21 luglio 1760 - circa 1781 deceduto)
- Romain-Frédéric Gallard † (21 febbraio 1839 - 28 settembre 1839 deceduto)
- Andon Hassoun † (7 giugno 1842 - 2 agosto 1846 succeduto arcieparca di Costantinopoli degli Armeni)
- Giorgio Labella, O.F.M.Ref. † (4 giugno 1847 - 27 ottobre 1860 deceduto)
- Charles Petre Eyre † (11 dicembre 1868 - 15 marzo 1878 nominato arcivescovo di Glasgow)
- Jean-Baptiste Salpointe † (3 ottobre 1884 - 18 agosto 1885 succeduto arcivescovo di Santa Fe)
- Michael Logue † (19 aprile 1887 - 3 dicembre 1887  succeduto arcivescovo di Armagh)
- François Laurencin † (1º giugno 1888 - 18 dicembre 1892 deceduto)
- Joaquín Larraín Gandarillas † (15 giugno 1893 - 26 settembre 1897 deceduto)
  - Avedis Arpiarian † (20 aprile 1898 - 27 agosto 1911 nominato arcieparca, titolo personale, di Marasc degli Armeni)
- Raimondo Ingheo † (16 dicembre 1907[4] - 8 luglio 1911 deceduto)[5]
- Cláudio José Gonçalves Ponce de Leão, C.M. † (9 gennaio 1912 - 26 maggio 1924 deceduto)
- Albinus Raymund Netzhammer, O.S.B. † (14 luglio 1924 - 18 settembre 1945 deceduto)
  - Avedis Arpiarian † (17 dicembre 1928[6] - 13 marzo 1933 confermato patriarca di Cilicia degli Armeni)[7] (per la seconda volta)
- Michel Akhras † (27 ottobre 1945 - 5 febbraio 1947 deceduto)
- Heinrich Döring (Doëring), S.I. † (15 gennaio 1948 - 17 dicembre 1951 deceduto)
- Joseph-Marie Le Gouaze † (24 giugno 1955 - 31 luglio 1964 deceduto)